# Хлорфторвуглеводні
Хлорфторвуглеводні (англ. chlorofluorocarbons (CFC), рос. хлорфторуглероды) — дуже стабільні органічні сполуки, що складаються лише з атомів хлору, фтору і вуглецю, і мають загальну формулу CFxCl4-x або С2FxCl6-x.
Використовуються в холодильній техніці та як розчинники. Є джерелом хлору та фтору у верхніх шарах атмосфери і вважаються руйнівниками озону. У стратосфері при фотолізі розкладаються з утворенням CO2, HF та радикалів.

## Історія
Вперше CFC були синтезовані у 1890-х роках бельгійськім хіміком Фредеріком Шварцем. У 1928 році Томас Міджлі, разом з Альбертом Хенном і Робертом Макнарі, шукаючи, за завданням корпорацій General Motors, DuPont і Frigidaire, безпечний холодоагент, базуючись на способі Шварца, синтезував дифтородихлорометан (CFC-12). Демонструючи нетоксичність і незаймистість цієї сполуки, Міджлі проводив таку демонстрацію: вдихав пари речовини, а потім гасив видихом свічку. Така речовина була надзвичайно корисною для тодішньої індустрії рефрижераторів, оскільки як холодоагенти у той час використовувалися такі небезпечні речовини як аміак, метилхлорид і диоксид сірки, що призводило час від часу до нещасних випадків і гибелі людей. У 1930 році винахідники отримали патент на використання сполуки у якості холодоагенту, і того ж року General Motors і DuPont організували компанію Kinetic Chemical Company, що почала виготовляти холодильники за новою технологією. У 1932 році DuPont зареєструвала CFC-12 під торговою маркою «фреон».
У 1932 році Carrier Engineering Corporation почала продавати перший побутовий кондиціонер під брендом «Atmospheric Cabinet», що працював на CFC-11.
Під час другої світової війни CFC почав використовуватись у антималярійних репелентах (рідкий CFC при атмосферному тиску випаровувався, ефективно розпиляючи розчиненні речовини), а після війни аерозольні балончики з ним стали використовуватись повсюдно.
У 1950-х була винайдена технологія виробництва спіненого поліуретану з використанням CFC.
У 1974 Шервуд Роуленд і Маріо Моліна висунули гіпотезу, що фреони можуть спричиняти руйнування озону у стратосфері, а у 1985 році було зафіксоване виникнення «озонової діри» над Антарктидою. Втім, до кінця 1980-х виробництво CFC зростало, досягнувши 1200 тисяч тонн на рік. У 1989 році був прийнятий Монреальський протокол про речовини що руйнують озоновий шар, після чого використання CFC почало різко спадати.
У 1990-х хлорфторвуглеводні були заміщені гідрохлорфторвуглеводнями, що мають значно меншу тривалість життя в атмосфері, а тому не накопичуються такими темпами. У 2000-х роках індустрія перейшла з гідрохлорфторвуглеводнів на ще більш безпечні сполуки, такі як гідрофторкарбонати.

## Номенклатура
Хлорфторвуглеводні використовують специфічну систему найменувань, що була запропонована ще у 1929 році і збереглася історично. Ця ж система використовується для позначення гідрохлорфторвуглеводнів.
Для позначення конкретної молекули використовується три числа:
1. кількість атомів вуглецю — 1
2. кількість атомів водню + 1 (у хлорфторвуглеводнях немає атомів водню, тому це число завжди дорівнює одиниці)
3. кількість атомів фтору

Кількість атомів хлору може бути вирахувана за формулою Cl = 2(C+1) − H − F.
Якщо перше число дорівнює нулю — його опускають.
Наприклад, CFC-12 має 1 атом вуглецю, 0 атомів водню, 2 атоми фтору і 2 атоми хлору, а CFC-112 має 2 атоми вуглецю, 0 атомів водню, 2 атоми фтору і 4 атоми хлору. Ізомери позначаються маленькими латинськими літерами в кінці, наприклад CFC-113b.
Іноді замість CFC-n використовують позначення R-n (від англ. refrigerant) або F-n (від Freon).

## Вплив на озоносферу
Озоносферою називають частину стратосфери, у якій спостерігається підвищена концентрація озону. Озон у цьому шарі перебуває у динамічній рівновазі з молекулами O2 і вільними атомами кисню: ультрафіолетове випромінювання розбиває молекули кисню і озону на окремі атоми, які, в свою чергу, взаємодіючи з іншими молекулами кисню, утворюють озон, а взаємодіючи з озоном, знов утворюють двоатомні молекули.
Попри те, що максимальна концентрація озону становить лише 10 мільйонних, він ефективно абсорбує ультрафіолетове випромінювання в діапазоні 200–300 нм (поглинаючи УФ-випромінювання, озон дисоціює на O2 і вільний кисень).
Молекули хлорфторвуглеводнів є вкрай стійкими, що дозволяє їм довго зберігатись у атмосфері. У стратосфері вони повільно дисоціюють під дією сонячного світла, вивільняючи атоми хлору, які в свою чергу вступають у такий цикл реакцій:
- {\displaystyle Cl+O_{3}\to ClO+O_{2}}
- {\displaystyle ClO+O\to Cl+O_{2}},

В результаті цього руйнується молекула озону, а вільний атом хлору знов повертається в атмосферу і може знову вступати в реакцію. Одна молекула CFC може таким чином зруйнувати 100000 молекул озону.

## Обмеження на використання
У 1985 році була погоджена, у 1988 році ратифікована Віденська конвенція про охорону озонового шару, що прямо вказувала на хлорфторвуглеводні як на причину зменшення кількості озону в атмосфері і передбачала створення протоколу, що буде містити конкретні кроки і обмеження на їх використання.
Цей протокол був погоджений у 1988 році (Монреальський протокол), а у 1991 році був створений фонд, що займався імплементацією його положень. Монреальський протокол ставив ціль зменшити до 2000 року викиди CFC-11, -12, -113, -114, і -115. Пізніше було затверджено кілька додаткових угод (Лондонська, Копенгагенська, Монреальська, Пекінська і Кігалійська поправки), що розширювали сферу дії на інші речовини, що руйнують озон та ставили більш амбіційні цілі. Зараз Монреальський протокол вважається найуспішнішим прикладом міжнародної екологічної угоди. 198 країн ратифікували його, 160 з яких затвердили. Вже у 1992 році виробництво CFC зменшилося на 50 %. З 1995 року ці речовини не використовуються у холодильниках. На початку 2000-х виробництво CFC було повністю припинено у розвинутих країнах (у США з 2002 року). Споживання CFC практично припинилося з 2011 року. Загалом, використання речовин, що загрожують озоновому шару з моменту прийняття протоколу зменшилося на 99 % до 2016 року. Додатковим позитивним ефектом є сповільнення глобального потепління, через те що хлорфторвуглеводні є дуже сильними парниковими газами.
Незважаючи на припинення використання, рівень CFC у атмосфері зменшується дуже повільно, менш ніж на 1 % за рік, по-перше через те, що рефрижератори і кондиціонери, виготовленні до 1995 року містять хлорфторвуглеводні, а по-друге через їх значну хімічну стійкість, через яку час життя різних CFC становить від 50 до 500 років.